# 善徳寺 (久喜市)
善徳寺（ぜんとくじ）は、埼玉県久喜市にある真言宗智山派の寺院。

## 歴史
1000年（長保2年）に開山された。同県加須市の龍花院の末寺である。
江戸時代後期の地誌『新編武蔵風土記稿』には、本尊を阿弥陀如来としているが、現在の本尊は不動明王となっている。この不動明王像は弘法大師千百五十年御遠忌記念事業として再彩色されている。なお阿弥陀如来像は「善光寺式阿弥陀三尊」と呼ばれる形式のものである。

## 交通アクセス
- 路線バス上早見停留所より徒歩12分。